# Femme fatale (Emma)
Femme fatale è un singolo della cantautrice italiana Emma, pubblicato il 3 maggio 2024 come sesto estratto dal settimo album in studio Souvenir.

## Descrizione
Il brano è stato scritto da Jacopo Èt, che ha composto la musica insieme ai produttori Jvli e Starchild.

## Accoglienza
Il brano è stato apprezzato dalla critica musicale, che l'ha definito un tormentone estivo del 2024.
Alessandro Alicandri di TV Sorrisi e Canzoni scrive che sebbene il brano «parte piano e voce e sembra una canzone romantica», nella sua prosecuzione si innesta «un ritmo serratissimo» associabile a quello della techno. Alicandri sottolinea che il testo racconta di «tutt'altro che donna fatale, piuttosto invece una donna fragile, spesso incapace di voltare le spalle al passato e guardare al futuro senza paure».  Anche Mattia Marzi di Rockol assimila l'incipit della canzone ad una ballad che prosegue verso un beat martellante «revival degli Anni Duemila, nelle atmosfere e nelle suggestioni», riportando che Emma sia «arrivata a un punto del suo percorso in cui fa ormai quello che le pare» e «infischiandosene delle aspettative e dei giudizi» iniziato con Apnea.
Fanpage.it descrive il brano come «un elettropop che parla di un rapporto d'amore finito», notando che dopo Apnea la cantante «continua sulla scia di canzoni con la cassa dritta, con Femme Fatale che comincia con piano e synth e una cassa in quattro che parte nel pre-ritornello» Meno entusiasta la recensione di All Music Italia che assegna al brano un punteggio di 6,5 su 10, ritenendo che «le produzioni che spingono sempre di più sulla dance rischiano di non dare la profondità giusta al brano», notando mancanza di «tridimensionalità», apprezzando tuttavia l'interpretazione della cantante.

## Video musicale
Il video, diretto da Giulio Rosati, è stato pubblicato il 20 maggio 2024 sul canale YouTube della cantante.

## Tracce
Testi e musiche di Jacopo Ettorre, Julien Boverod e Simone Capurro.
1. Femme fatale – 3:10

## Classifiche
| Classifica (2024) | Posizione massima |
| ----------------- | ----------------- |
| Italia            | 53                |